# Баромембранные методы водоподготовки
Баромембранные методы водоподготовки
Деминерализация воды ионным обменом и термическая деминерализация (дистилляция)позволяют опреснять воду, почти полностью обессоливать её. Однако применение этих методов выявило наличие недостатков: необходимость регенерации, громоздкое и дорогое оборудование,
дорогие иониты и др. В связи с этим быстрое распространение получили баромембранные методы обработки воды. Группа баромембранных методов включает в себя:
- Обратный осмос (размеры пор 1–15 Å, рабочее давление 0,5–8,0 МПа) применяется для деминерализации воды, задерживает практически все ионы на 92–99%, а при двухступенчатой системе и до 99,9%.
- Нанофильтрация (размеры пор 10–70 Å, рабочее давление 0,5–8,0 МПа) используется для

отделения красителей, пестицидов, гербицидов,сахарозы, некоторых растворенных солей, органических веществ, вирусов и др.
- Ультрафильтрация (размеры пор 30–1000 Å,рабочее давление 0,2–1,0 МПа) применяется для

отделения некоторых коллоидов (кремния, например), вирусов (в том числе полиомиелита), угольной сажи, разделения на фракции молока и др.
- Микрофильтрация (размеры пор 500–20000 Å, рабочее давление от 0,01 до 0,2 МПа) используется для отделения некоторых вирусов и бактерий,тонкодисперсных пигментов, пыли активных углей, асбеста, красителей, разделения водо-масляных эмульсий и т.п.

Чем более крупные поры образованы в мембране, тем более понятен процесс фильтрации через
мембрану, тем более он по физическому смыслу приближается к так называемому механическому
фильтрованию.
Промежуточную группу образуют так называемые трековые мембраны, получаемые посредством облучения на циклотроне лавсановых (полиэтилентерефталантных) плёнок потоком тяжелыхионов. После воздействия на плёнку ультрафиолетовыми лучами и травлением щелочью в плёнке образуются поры диаметром 0,2–0,4 мкм (в основном 0,3 мкм).